# 川間站
川間站（日语：／ Kawama eki */?）是位於千葉縣野田市尾崎，屬於東武鐵道野田線（東武都市公園線）的鐵路車站。車站編號是TD 13。此站是千葉縣的東武野田線最西邊的車站，也是縣内最北端的車站。

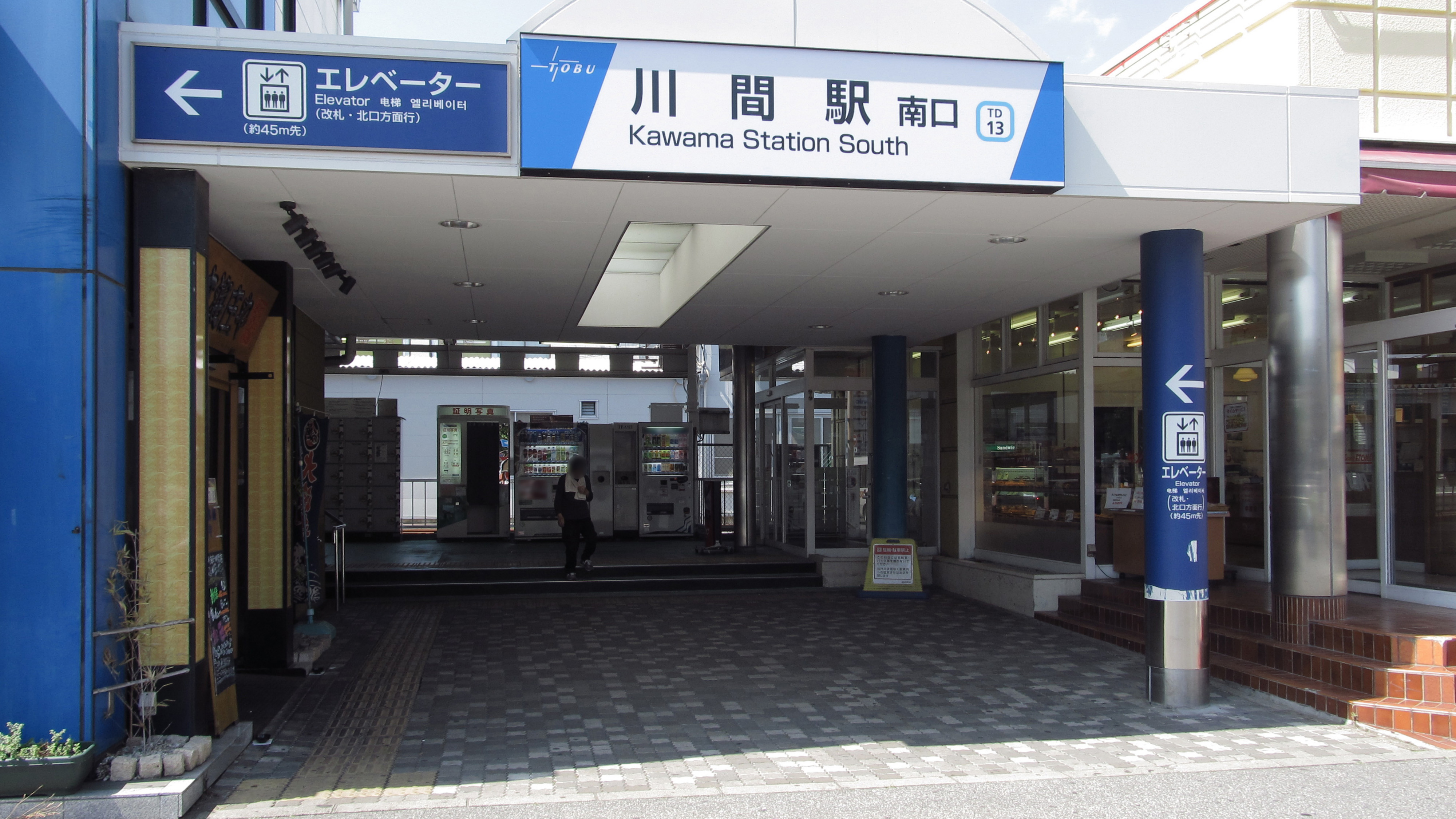
南口(2013年5月)

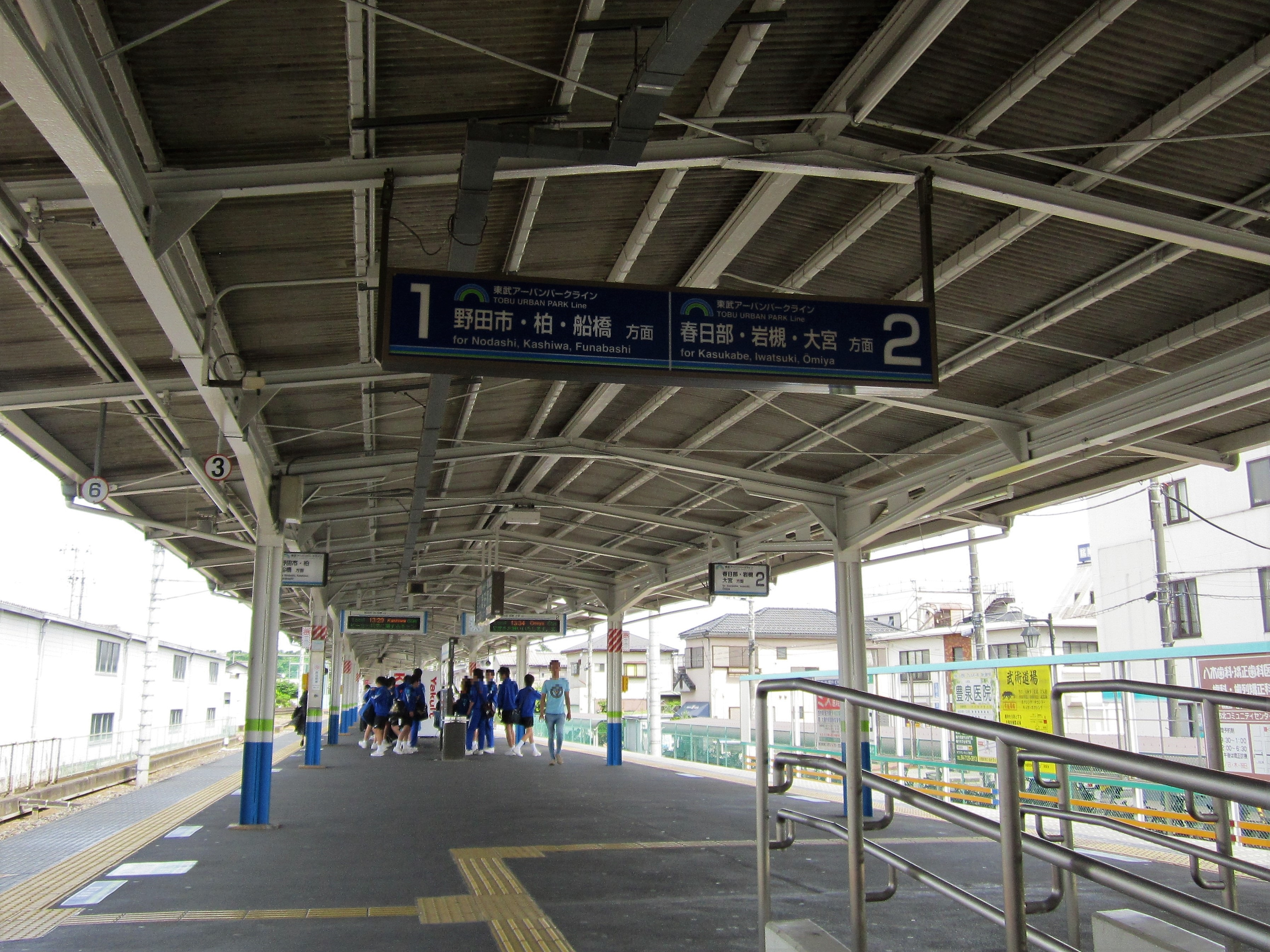
月台(2019年5月)

## 車站構造
本站為島式月台1面2線的地面車站。車站南北聯絡的地下道中間有樓梯上行前往站房，站房自船橋方向往月台延伸。

### 月台配置
| 月台 | 路線           | 方向 | 目的地                 |
| ---- | -------------- | ---- | ---------------------- |
| 1    | 東武都市公園線 | 下行 | 野田市、柏、船橋方向   |
| 2    | 東武都市公園線 | 上行 | 春日部、岩槻、大宮方向 |

## 使用情況
2016年度1日平均上下車人次為17,028人。
近年1日上下、上車人次的推移如下。
| 年度               | 1日平均 上下車人次 | 1日平均 上車人次 |
| ------------------ | ------------------ | ---------------- |
| 2001年（平成13年） |                    | 10,292           |
| 2002年（平成14年） |                    | 10,074           |
| 2003年（平成15年） | 19,677             | 9,845            |
| 2004年（平成16年） | 19,268             | 9,649            |
| 2005年（平成17年） | 19,106             | 9,570            |
| 2006年（平成18年） | 19,168             | 9,592            |
| 2007年（平成19年） | 19,084             | 9,599            |
| 2008年（平成20年） | 18,974             | 9,547            |
| 2009年（平成21年） | 18,504             | 9,289            |
| 2010年（平成22年） | 18,247             | 9,166            |
| 2011年（平成23年） | 18,058             | 9,028            |
| 2012年（平成24年） | 18,067             |                  |
| 2013年（平成25年） | 17,982             |                  |
| 2014年（平成26年） | 17,322             |                  |
| 2015年（平成27年） | 17,310             |                  |
| 2016年（平成28年） | 17,028             |                  |

## 相鄰車站
東武鐵道
 東武都市公園線
- ■特急「都市公園Liner」停靠站

■急行、■普通
南櫻井（TD 12）－川間（TD 13）－七光台（TD 14）

## 外部連結
- 川間（車站資訊） - 東武鐵道